# Grafrath
Grafrath – miejscowość i gmina w Niemczech, w kraju związkowym Bawaria, w rejencji Górna Bawaria, w regionie Monachium, w powiecie Fürstenfeldbruck, siedziba wspólnoty administracyjnej Grafrath. Leży około 10 km na południowy zachód od Fürstenfeldbruck, nad rzeką Amper, przy drodze B471 i linii kolejowej Memmingen – Monachium.

## Demografia
Dane o ludności z 31 grudnia 2008:
| Opis                                | Ogółem | Ogółem | Kobiety | Kobiety | Mężczyźni | Mężczyźni |
| ----------------------------------- | ------ | ------ | ------- | ------- | --------- | --------- |
| Jednostka                           | osób   | %      | osób    | %       | osób      | %         |
| Populacja                           | 3567   | 100    | 1883    | 52,79   | 1684      | 47,21     |
| Wiek przedprodukcyjny (0–17 lat)    | 654    | 18,33  | 327     | 9,17    | 327       | 9,17      |
| Wiek produkcyjny (18–65 lat)        | 2162   | 60,61  | 1137    | 31,88   | 1025      | 28,74     |
| Wiek poprodukcyjny (powyżej 65 lat) | 751    | 21,05  | 419     | 11,75   | 332       | 9,31      |

## Polityka
Wójtem gminy jest Hartwig Hagenguth z BG, rada gminy składa się z 16 osób.
|      | CSU/BV | SPD | Zieloni | FWE | BG | FWDGAG | Razem |
| 2008 | 5      | 1   | 2       | 4   | 4  | -      | 16    |
| 2002 | 6      | 2   | 1       | 3   | 3  | 1      | 16    |